# Friedrich Aldenkortt
Friedrich Wilhelm Alexander Aldenkortt (* 12. Januar 1845 in Trier; † 23. Oktober 1918 in Koblenz) war ein preußischer Generalmajor.

## Leben
Der Sohn eines preußischen Regierungsrates trat nach dem Besuch der Kadettenhäuser in Bensberg und Berlin am 2. Mai 1863 als Sekondeleutnant in das 3. Rheinische Infanterie-Regiment Nr. 29 der Preußischen Armee ein. Mit der 3. Kompanie nahm Aldenkortt während des Krieges gegen Österreich 1866 an den Schlachten bei Münchengrätz und Königgrätz teil. Nach dem Friedensschluss war er von Ende März bis Anfang Oktober 1867 zur Militärschießschule kommandiert und wurde einen Monat später zum Adjutanten des Füsilier-Bataillons ernannt. Als solcher nahm er 1870/71 im Krieg gegen Frankreich an den Kämpfen bei Gravelotte, Amiens, an der Hallue, bei Saint-Quentin sowie der Belagerung von Metz und von Péronne teil. Ausgezeichnet mit dem Eisernen Kreuz II. Klasse avancierte Aldenkortt Mitte Juli 1871 zum Premierleutnant.
Von Mitte Juli bis Anfang November 1873 war er als stellvertretender Adjutant beim Generalkommando des VIII. Armee-Korps sowie ab 25. Juni 1874 als Adjutant der 13. Infanterie-Brigade kommandiert. Unter Belassung in diesem Kommando wurde Aldenkortt am 25. Juli 1874 mit einem Patent vom 21. September 1870 in das 1. Magdeburgische Infanterie-Regiment Nr. 26 versetzt und rückte im November 1875 zum überzähligen Hauptmann auf. Nachdem man ihn Anfang Dezember von seinem Kommando entbunden hatte, wurde er Mitte Mai 1876 Chef der 10. Kompanie. Unter Stellung à la suite seines Regiments wurde er Mitte April 1884 auf drei Monate ins Kriegsministerium nach Berlin kommandiert und Ende des Monate als überzähliger Major in das 4. Rheinische Infanterie-Regiment Nr. 30 versetzt. Am 14. Oktober 1884 wurde er in die 3. Abteilung des Militärökonomie-Departements im Kriegsministerium versetzt und erhielt in dieser Stellung im Mai 1887 die Erlaubnis zur Annahme des Komturkreuzes II. Klasse des Albrechts-Ordens. Mit der Ernennung zum Kommandeur des II. Bataillons im 6. Rheinischen Infanterie-Regiments Nr. 68 trat er am 16. Mai 1888 in den Truppendienst zurück, rückte März 1890 als Oberstleutnant in den Regimentstab auf und war im April 1892 zur Infanterie-Schießschule kommandiert. Unter Beförderung zum Oberst wurde Aldenkortt am 14. Februar 1893 als Kommandeur des Infanterie-Regiments „Graf Schwerin“ (3. Pommersches) Nr. 14 nach Graudenz versetzt. Dort wurde er am 14. Mai 1894 Stadtkommandant und erhielt am 18. Oktober 1896 den Charakter als Generalmajor. Anlässlich des Ordensfestes wurde Aldenkortt im Januar 1900 mit dem Roten Adlerorden II. Klasse mit Eichenlaub ausgezeichnet und übernahm außerdem als Kommandant die Geschäfte des Truppenübungsplatzes Gruppe. In Genehmigung seines Abschiedgesuches wurde er am 18. Mai 1901 mit Pension zur Disposition gestellt und Wilhelm II. verlieh ihm anlässlich seiner Verabschiedung den Stern zum Kronen-Orden II. Klasse.
Aldenkortt war verheiratet und hatte mindestens einen Sohn.